# Chirocephalus croaticus
Chirocephalus croaticus е вид хрилоного от семейство Chirocephalidae. Видът е уязвим и сериозно застрашен от изчезване.

## Разпространение
Разпространен е в Словения и Хърватия.